# Thieleella
Thieleella là một chi ốc biển, là động vật thân mềm chân bụng sống ở biểns trong họ Scissurellidae.

## Các loài
Các loài trong chi Thieleella gồm có:
- Thieleella argentinae Zelaya & Geiger, 2007[2]
- Thieleella flemingi Marshall, 2002[3]
- Thieleella reticulata Bandel, 1998[4]
- Thieleella weddelliana Zelaya & Geiger, 2007[5]